# ステン短機関銃
ステンガン（Stengun）、もしくは単にステン（STEN）は、第二次世界大戦中のイギリスで開発された短機関銃である。合理化された設計によって傑出した生産性を備え、大量生産されて、連合国軍やレジスタンスの主力小火器として大戦中を通じ用いられた。

## 開発経緯

### ダンケルク撤退とバトル・オブ・ブリテン

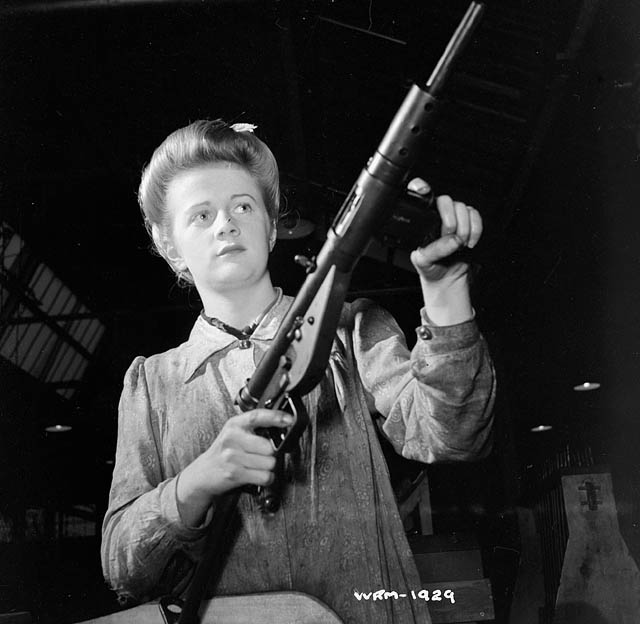
1942年、カナダの工場で組み立て上がったステンガン。第二次大戦中、軍需生産には多くの女性が動員された

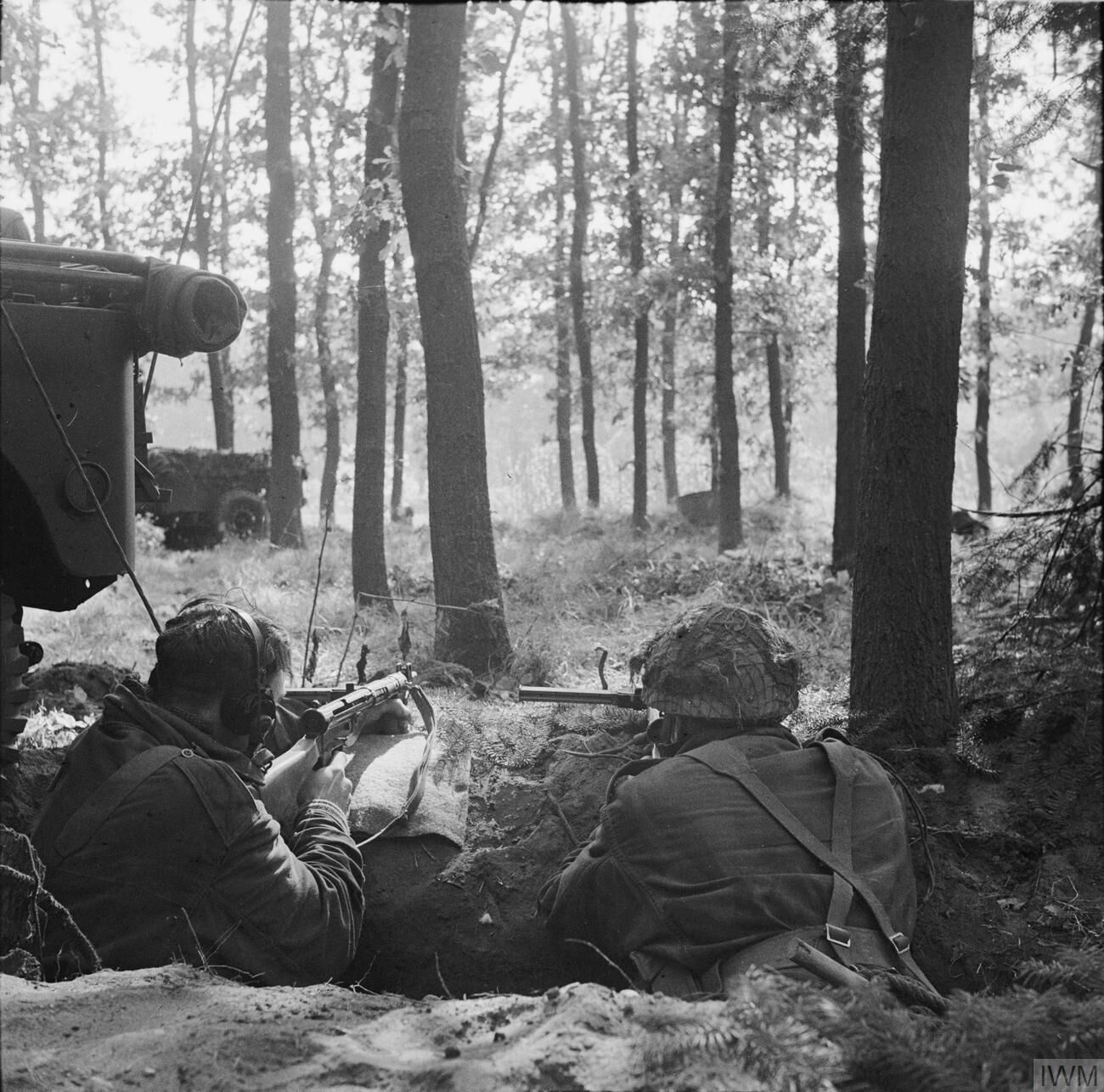
1944年9月、マーケット・ガーデン作戦中に空挺部隊員によって使用されるステンMk.V

第二次世界大戦初期の1940年、ナチス・ドイツのフランス侵攻で敗北したイギリス及びフランス軍は、同年5月からイギリス本土への撤退作戦を開始した（ダンケルク撤退）。多大な犠牲を払い、イギリス軍は10万人のフランス兵を伴い撤退に成功した。この大規模な撤退に際し武器・弾薬などは多くを放棄せざるを得ず、イギリスまで逃れた英仏軍の兵士たちの多くが無装備状態であった。従ってこれを補う小火器の大量供給は急務となった。
しかし1940年7月以降、ドイツ空軍のイギリス本土攻撃が始まり、イギリス側は厳しい防衛航空戦を強いられる（バトル・オブ・ブリテン）。イギリス空軍の奮戦によって侵攻は食い止められたものの、イギリス国内の軍需工場や施設などもかなりの損害を受け、兵器生産にも障害が生じた。このような厳しい状況を打開する、新たな生産手法が求められた。
これに先立つまやかし戦争の時期、今後予想される本格的な戦闘に備えるためにイギリス軍における短機関銃を含む自動火器の配備が進められた。1940年2月からはアメリカ製トンプソン・サブマシンガンの調達が開始されており、ダンケルク撤退後に新首相となったウィンストン・チャーチルもトンプソンを高く評価していた。その後、レンドリース法に基づく供与が始まるとさらに大量の発注が行われたものの、Uボートによる大西洋上での通商破壊作戦が激化する中、多くのトンプソンはイギリスに到着することなく輸送中に失われてしまった。海軍および空軍（後に離脱）では協同で新型短機関銃の調達を計画し、1940年夏からランチェスター短機関銃の開発を進めた。ランチェスターは早急な調達を実現するべくドイツ製短機関銃MP28をコピーして設計期間の短縮を図っていたが、生産性や価格などから、逼迫した戦況の中で大規模な配備を実現することはできなかった。

### ステンガンの登場
1941年に入り、イギリス軍はロンドンの北部にあった国営兵器工場・エンフィールド王立造兵廠に、扱いやすく生産性の良い短機関銃の開発を要請した。
これを受け、エンフィールド造兵廠の技師であるレジナルド・V・シェパード（Reginald V. Shepherd）とハロルド・J・ターピン（Harold J. Turpin）は共同で新型サブマシンガンの開発にあたった。開発にあたって彼らが参考にしたのはドイツ製のMP28とMP40だった。
特にMP40は当時における最先端の短機関銃であり、銃としての性能自体もさることながら、鋼板プレス部品の多用など、それ以前の短機関銃とは隔絶した生産合理化策が加えられた、極めて斬新な銃だった。シェパードとターピンらはこれらのドイツ製短機関銃を徹底的に調査・分析した。
実包はドイツ軍の制式拳銃弾である9mmパラベラム弾が採用された。通常、短機関銃の実包は制式拳銃と同様の拳銃弾を使用するのが望ましいが、弾薬補給の複雑化を承知でこの実包を採用した背景には、イギリスの制式拳銃弾である38エンフィールド（9mm）弾が回転式拳銃（リボルバー）用のリムド（有起縁式）実包であり、自動火器の使用に向いていなかったという理由があった。
従前では考えられないほどの特異な合理化設計が図られ、1941年6月に試作銃を完成させた。「ステン」（STEN）という名称は、2人の技師の頭文字（S、T）と、エンフィールド造兵廠の頭文字（EN）に由来する。また、第二次世界大戦初期のイギリスでは短機関銃をマシンカービン（Machine Carbine）と呼称していたため、採用当初の制式名称は9mm STEN Machine Carbine, Mark 1（ステン9mmマシンカービン Mk.I）とされていた。制式火器採用トライアルをパスした後、イギリス政府はさっそく大手銃器メーカーBSA社にステンガンの量産を依頼した。8月に入るとBSA社は試験的に25丁を生産し軍に納入した。その後9月、10月と生産を増やしていった。
最初の生産型Mk.Iは、まだ伝統的な小銃形式を模した第一次世界大戦型の短機関銃の姿を残しており、左から水平に差し込まれる箱形弾倉、木製の先台、折り畳み式フォア・グリップ、スプーン型のフラッシュハイダーなどが装備されていた。採用後まもなくして一層の省力化を試みたMk.IIの生産に移行したため、Mk.Iおよび小改良を加えたMk.I*の生産数は10万挺程度に留まった。
Mk.IIの基本的なデザインはMk.Iと同様だったが、木製部品やフラッシュハイダー、フォア・グリップなどは廃され、フル・バレルジャケットは短めのベンチレーテッドパイプに変更され、銃身の前半部が露出するようになった。円筒状のボルトを同じく円筒状のレシーバーに収めており、その外観は水道管用の鉄パイプに引き金と箱形弾倉を差し込んだような異様な姿となった。
ストックは一本の鋼管にバットプレートとグリップ代わりとなる三角形の孔開き鉄板を溶接したものだった。前方のフォア・グリップは省かれ、レシーバー先端部に留めたバレルカバー（ベンチレーテッドパイプ）兼バレルナットを代用にしていた。これらは本来、銃器生産に携わらぬ工場で下請け生産するために取られた措置であったが、意外なことにこれだけ省力化されてもフルオート専用ではなく、セミ/フル切り替えセレクターによって単発射撃が可能であった。専用のスパイク銃剣も開発されたが、ほとんど配備されていない。
Mk.IIは推定200万挺にも及ぶ大量生産が行われた。自転車部品メーカー、装身具メーカー、果ては醸造所に至るまでの町工場やカナダなど英連邦の兵器工場などでも生産された。
Mk.IIにサプレッサーを取り付けたMk.II(S)も少数生産された。Sは特殊用途（Special Purpose）を意味する。消音の際、銃身からガスを逃して弾速を亜音速まで低下させる都合、燃焼ガスの圧力が低くても支障なく稼働するように短いリコイルスプリングと軽いボルトが組み込まれていた。フルオート射撃はサプレッサーの寿命を著しく縮める為、Mk.II(S)のマニュアルでは極力セミオート射撃を行うこととされていた。ただし、緊急時に必須であるとして、フルオート射撃能力はそのまま残されていた。
Mk.IIIは更に設計を簡素化したモデルで、Mk.Iを元に玩具メーカーのラインズ・ブラザーズが開発した。開発時期はMk.IIとほぼ同時である。主にイギリス本国のホームガードへ供給された。総生産数は約87万6千挺。レシーバーと一体化したバレルカバーが銃口付近まで延長されていること、マガジンハウジングが固定式であることが外見上の特徴である。他のステンガンのレシーバーが鋼管製なのに対して、鋼板を曲げて成形し、上側に位置する接合部をスポット溶接している。部品の数は僅か47個、5時間で完成できる。弾倉などの一部を除いてMk.IやIIとの部品互換性はない。簡素化したことで潤滑油が不要だが、元々、銃器設計経験のないLB社の設計ミスと簡素化されすぎた工作から、Mk.IIに比べて動作不良率が高く、耐久性の低さや分解整備の困難さも相まって評判は悪い。軍のトライアルでも射撃停止、規定発砲数に達する以前にガタが来るなど散々な結果を露呈した。Mk.IIの製造を終了し、より簡素かつ安価なMk.IIIの量産に移行する計画も当初はあったが、トライアルにおけるほぼ全ての項目でMk.IIの優位が認められたため、Mk.IIIの製造は早々に打ち切られた。
Mk.IVと称されるモデルはいくつかあるが、いずれも試作のみに終わり、量産には至らなかった。1つはMk.IIを原型に、下方折り畳み銃床とセミオート射撃のみ可能なトリガーグループを組み込んだものである。Mk.IV-Aとして知られるモデルも、やはりMk.IIを原型としており、短銃身、フラッシュハイダー、大きなトリガーガード、ピストルグリップ、側面折り畳み銃床が組み込まれていた。
1944年初頭になると、Mk.Vが加わった。これはMk.Iへ先祖返りした正統な改良発展型とでも言えるステンガンで、Mk.I以来の木製ストックを復活させ、前後にピストルグリップを追加。照準線を長く取るべく、これまではレシーバー上に溶接されていた照星を銃口付近へ移した上で、制式小銃に準じたガード付きに改正して命中精度を高めると共に、着剣装置を備えて銃剣突撃が可能なように改めた最終生産型である。外見はかなり変化しているが、生産性にも配慮されており、ボルトなど部品の多くはMk.IIと共用可能だった。
Mk.VIは、Mk.Vにサプレッサーを装備した消音型である。

### ステンガンの構造
ステンガンの構造はオープンボルト式で、あらかじめ槓桿を手動で後退させておき、引き金を引くとボルトが解放されて前進し、弾薬を薬室へ送り込んで撃発を行う。貫通ボルト式のセレクターを操作することで、セミオート射撃とフルオート射撃を選択することができた。槓桿を引き下げ、後退端でひねって引っ掛け固定することが安全装置の機能を果たした。薬室が空で槓桿が前進していても、外部から強い衝撃が加わるとが槓桿が意図せずに動いてしまい給弾・撃発するという、閉鎖機構を持たないオープンボルト式銃器に共通する欠点がある。これを解消するために第二の安全装置に相当するMk.4コッキングハンドルが導入され、以降はボルトを前進位置で固定できるようになった。後部照準器は固定式の環状照門である。左側へ突き出したマガジンハウジングは、弾倉を抜いて前面の固定ラッチを引き出しながら90度回転させて下方へ向けることができた。これは非戦闘時に排莢口と装弾口を塞ぎ異物侵入を防止することと輸送時の都合を考慮した設計だったが、耐久性に問題があったほか、戦闘時にもマガジンハウジングと装弾口のズレが起こりやすく、特に弾倉部を保持して連射するとしばしば装弾不良が発生した。マガジンハウジングの固定ラッチは、バレルカバー兼バレルナットの回り止めも兼ねている。バレルカバー兼バレルナットをねじ外すと銃身も取り外すことができた。MKIIIでは構造上、マガジンハウジングの回転や銃身の取り外しはできなかった。
生産を開始してからも長らく弾倉部の給弾不良が多発し（これはMP38/40同様、シングル・フィード・弾倉の構造から来る問題でどうしようもなかった）、Mk.IIやIIIの初期生産ロットでは新品配布時の分解調整が必須という、粗製濫造を絵に描いたような銃であった。弾倉は32発だが、作動を円滑にするには1、2発少なく装填した方が良いとされた。ランチェスター短機関銃用の50発弾倉も流用可能で、これは孤立を余儀なくされる状況が多い空挺隊員が好んで使用している。また、動作不良を減少させるため、実包は通常の9mmパラベラム弾よりも、装薬量を増した専用実包の使用が推奨された。
小火器としての全体性能はMP40や米軍供与のトンプソン・サブマシンガンに及ばないとされているが、短機関銃として標準的な使い方である100メートル前後での射撃であればそれらに劣るものではなく、正しく保持しさえすれば実射時の集弾性は意外なほど良好であった。また下方に弾倉を備えた銃に比べて伏せ射ちのしやすさが評価されている。Mk.IIの実射評価では「噂の装弾不良はなく、問題なく全弾発射した」「反動はマイルドでマズルブラストは気にならず、M3グリースガンやトンプソンと違い、発砲時の銃口の跳ねや片方への首振りするようなことがなく、非常にコントロールしやすい」と評価されており、後にドイツ軍が模倣生産（後述）した事実や、1943年以降、兵器不足の危機が過ぎた後もステンに代わる短機関銃が大戦中に制式化されなかったことからも、当初は完璧とは言えなかったものの、その後の改修、改良を重ねられていったことからも兵器としての基本設計が優れていたと言える。
英軍将兵からは「ステンチ（悪臭）ガン」や「ウールワース・ガン」 、果ては「プラマーズ・アボーション（配管工の中絶）」や「パイプ・ガン」という蔑称で呼ばれたが、一丁あたりの製造単価はわずか7ドル60セントであり、当時としては類を見ないほど低コストで大量生産化に成功した銃だった。最終的に400万挺以上が生産され、これによってイギリス軍は歩兵用兵器の再整備を図ることができた。

## 第二次世界大戦後
1944年に採用されたMk.Vは、1953年にスターリング・サブマシンガンが採用されるまで、イギリス軍の制式短機関銃であり続けた。こうしてステンは特殊部隊用のMk.VIを除いて現役を退き、Mk.VIも1960年代に運用を終えている。

## 諸外国での運用
カナダでは、1942年から国産化した。ロングブランチの工場では、約134,000丁のMk.IIが製造された。イギリスとは異なり、カナダは直接にドイツの脅威に晒されておらず、本土爆撃も受けていなかったため、一般的にカナダ製ステンガンの品質はイギリス製よりも優れていたと言われている。
オーストラリアでは、1941年にイギリスからステンガンの図面とサンプルを受け取っていたが、軍部はその性能に満足せず、独自の改良を加えることとした。このモデルはオーステンとして知られ、MP40を参考にしたいくつかの変更が加えられている。生産は1942年から1945年まで続き、1944年からはより性能が優れたオーウェン・マシンカービンに更新されていった。
ニュージーランドでは、1941年に飛行場警備を目的にステンガンを採用した。当初生産されたステンガンはイギリス製のMk.IIと同型だったが、後にローカル・パターン（Local Pattern, LP）と通称されるモデルも設計された。これは以前にMk.IIIで試みられたのと同様、1枚の板金を丸めて溶接した簡素なレシーバーを備えていた。
国共内戦下の中国でも、ステンガンのコピーが試みられた。国民党政府においては、イギリス製ステンガンのコピー銃がM38なる名称で量産された。M38はトリガーハウジングカバーの底が直線的であることと、フルオート射撃のみ可能でセレクタレバーがない点で、オリジナルのステンガンと区別できる。M38は後に兵器廠を接収した共産党軍でも使われ、一部は7.62x25mmトカレフ弾仕様に改造された。

### レジスタンスとドイツ軍

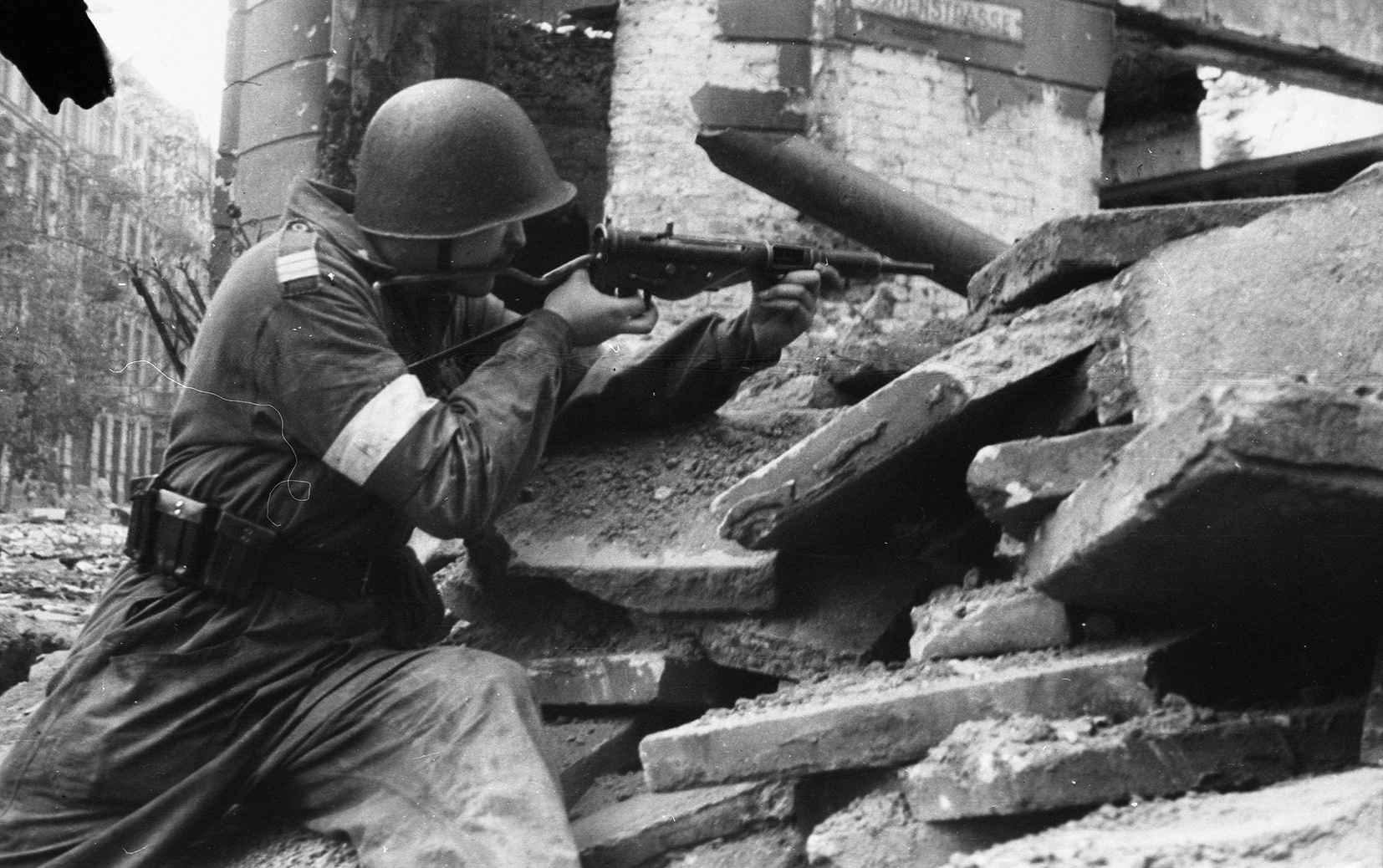
ワルシャワ蜂起の最中、ステンガンを構えるポーランド国内軍の兵士（1944年）

供給先としてイギリス軍はもちろんのこと、当時ドイツ軍に対しゲリラ攻撃を行っていたフランスほかヨーロッパ諸国のレジスタンスに対しても盛んに供給され、またデンマークのように現地でコピー生産された例もある。
小型軽量なステンMk.IIは弾倉を外し、ストックとバレルを分解すると大きめのハンドバッグにも収納可能なため隠密行動に適し、組み立ても簡単だった。しかも使用する9ミリパラベラム弾はドイツ軍装備の収奪で賄えるなど、レジスタンスが使うには多くの面で好都合だったのである。中にはポーランドのブリスカヴィカのようにレジスタンス組織がステンを基に独自改良型の短機関銃を設計した例もあった。
占領下デンマークで形成された抵抗運動が最初に入手したのは、支援として投下されたイギリス製Mk.IIであった。その後、抵抗運動の規模が大きくなるに従って、火器の需要を満たすべく、これを国内でコピーすることが試みられた。部品は各地の小規模な作業場で作られた。様々な抵抗運動グループが各々で製造した上、入手可能な材料の都合から、細部のデザインが異なるものが多数確認されている。銃身の加工は困難だったが、小銃用銃身を再加工した上で流用し、解決が図られた。スオミ銃用の弾倉が使えるモデルもあった。アルミ鋳造の部品を用いたモデルもあり、リンゲン・ステン（Ringen Sten）として知られる。
ノルウェーの抵抗運動もステンガンのコピーを試みた。ノルウェー製ステンガンも、各地の小規模な作業場で部品が作られ、また別の場所で組み立てられていた。元々右にあったトリガー固定用のピンが左に移されている点がノルウェー製ステンガンの特徴である。製造地を秘匿する目的で、イギリス製と全く同一の刻印が施されているものも多かった。
ポーランドには1942年後半に初めてMk.IIが投下され、まもなくして各地でのコピー生産が始まった。品質にばらつきはあったものの、ポーランドはステンガンを最も大量に製造した国の1つとなった。
大量に供給されたことからドイツ軍の手に落ちる機会も多く、ドイツ軍では鹵獲したステンガンにMP749(e)の識別名称を付与し、大戦末期には国民突撃隊に配備が行われた。ゲレート・ポツダム（Gerät Potsdam, ポツダム器材）はモーゼル社がMk.IIをコピーしたもので、10,000丁が発注された。その後、さらに設計の簡素化が求められた末、ゲレート・ノイミュンスター（Gerät Neumünster, ノイミュンスター器材）が設計された。ゲレート・ノイミュンスターはマガジンハウジングが垂直方向に固定されており、弾倉はMP40のものがそのまま使えた。これに合わせてボルトの形状も変更されている。また、銃身も固定されていた。

## バリエーション

### 本国製
ステンMk.I
初期生産タイプ。木製部品を多用しているのが特徴。総生産数は約10万挺。
ステンMk.II
Mk.Iを省力化した本格的量産型。第二次世界大戦中最も生産された。総生産数は約200万挺。
ステンMk.II(S)
Mk.IIにサプレッサーを装着させたタイプ。主に奇襲攻撃を行うために使用され、空挺部隊に配布された。
ステンMk.III
ラインズ・ブラザーズ (LB) 社が開発した簡易生産型。上部レシーバーの先端が銃身の大部分を覆い、ハンドガードの役割を果たしている。マガジンハウジングは固定式で、下へ向けることはできなかった。生産はLB社のみが行った。しかし前線での評判は悪く、WWIIが終了すると真っ先に制式から外されている（1947年）。
ステンMk.IV
空挺部隊向けに設計されたモデルで握把の下に付属する銃床（ストック）を回転して折りたたむことにより、全長を短くできる。試作のみに終わった。
ステンMk.V
ステンガンの最終生産型モデル。木製のピストルグリップ、木製ストックを採用。外付け式の木製フォアグリップも追加された。前方照準器から銃口にかけてが改正され、リー・エンフィールドNo.4 Mk I小銃用の銃剣を装着可能。1943年に制式採用された。
ステンMk.VI
Mk.Vにサプレッサーを装着させたタイプ。主にSASに支給された。イギリス軍で最後まで制式に残った特殊型である。

### カナダやオーストラリアでの製造品
カナダやオーストラリアで製造されたものには独自に再設計されたものも存在する。
ステンMk.I（カナダ製）
本土のMk.Iと違い木製部品を使っておらず、外観はMk.IIに近い。
ロータリーマグ・ステン
カナダで開発されたステンガン。マガジンハウジングの挿入方向が下方になっており、バレルカバー前部に木製の小型グリップを装備する。
オーステン（オーストラリア製）
ステンMk.IIをベースに、MP40に似た方式のピストルグリップが機関部とマガジンハウジングの下に追加された。また、やはりMP40のものをコピーしたユニット式遊底と折りたたみストックとを備える。だが、オーストラリア軍では自国製のオーウェン短機関銃の方が人気があり、オーウェンを補完する脇役的存在だった（退役もオーステンの方が早かった）。
デンマーク・ステン・タイプ短機関銃
デンマークのレジスタンスがステンMk.IIをベースに開発した短機関銃。一部パーツはオリジナルと違うものだが、シルエットはステンMk.IIである。

## 画像

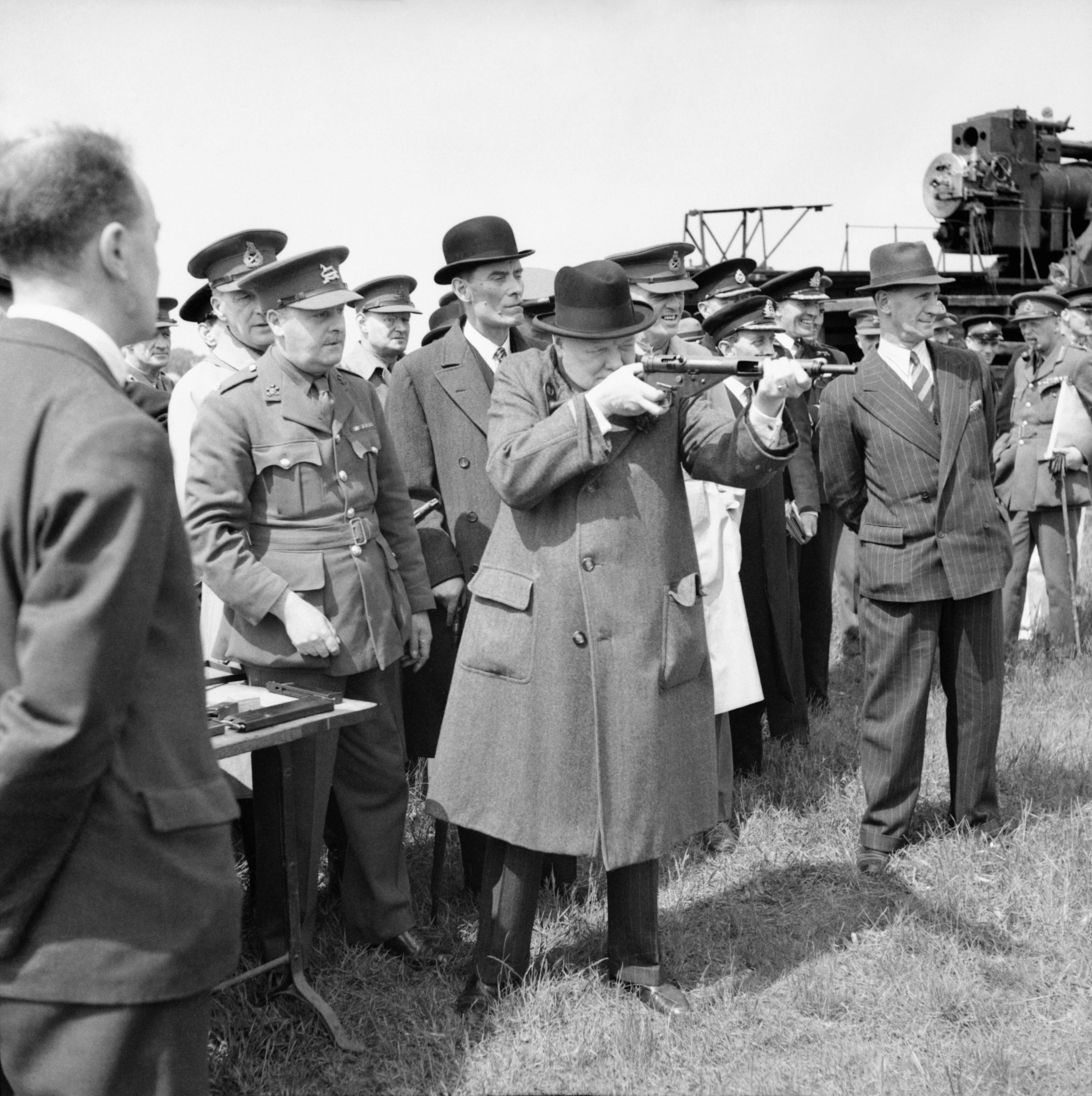
ステンを構えるウィンストン・チャーチル英首相（1941年）。ボルトが引き下げられ、射撃準備が整った状態。
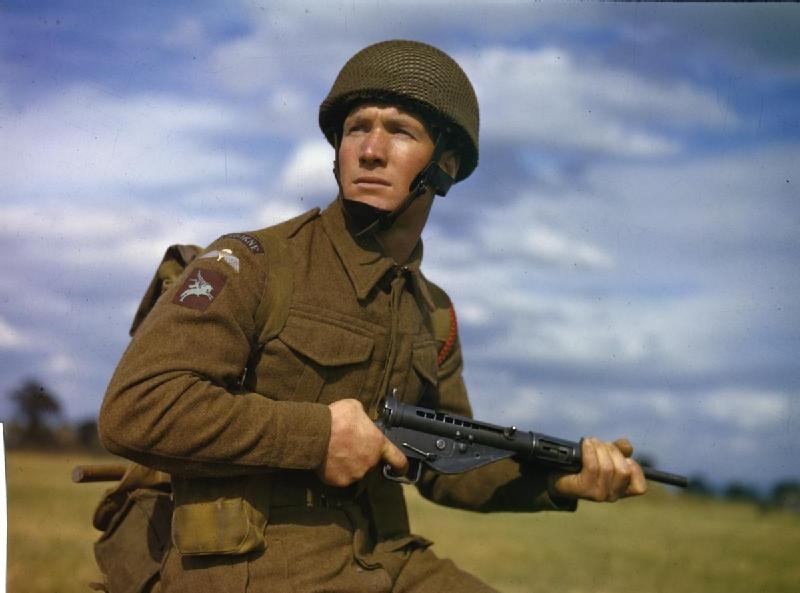
演習中の英陸軍空挺隊員（1942年）。ボルトが前進した状態。
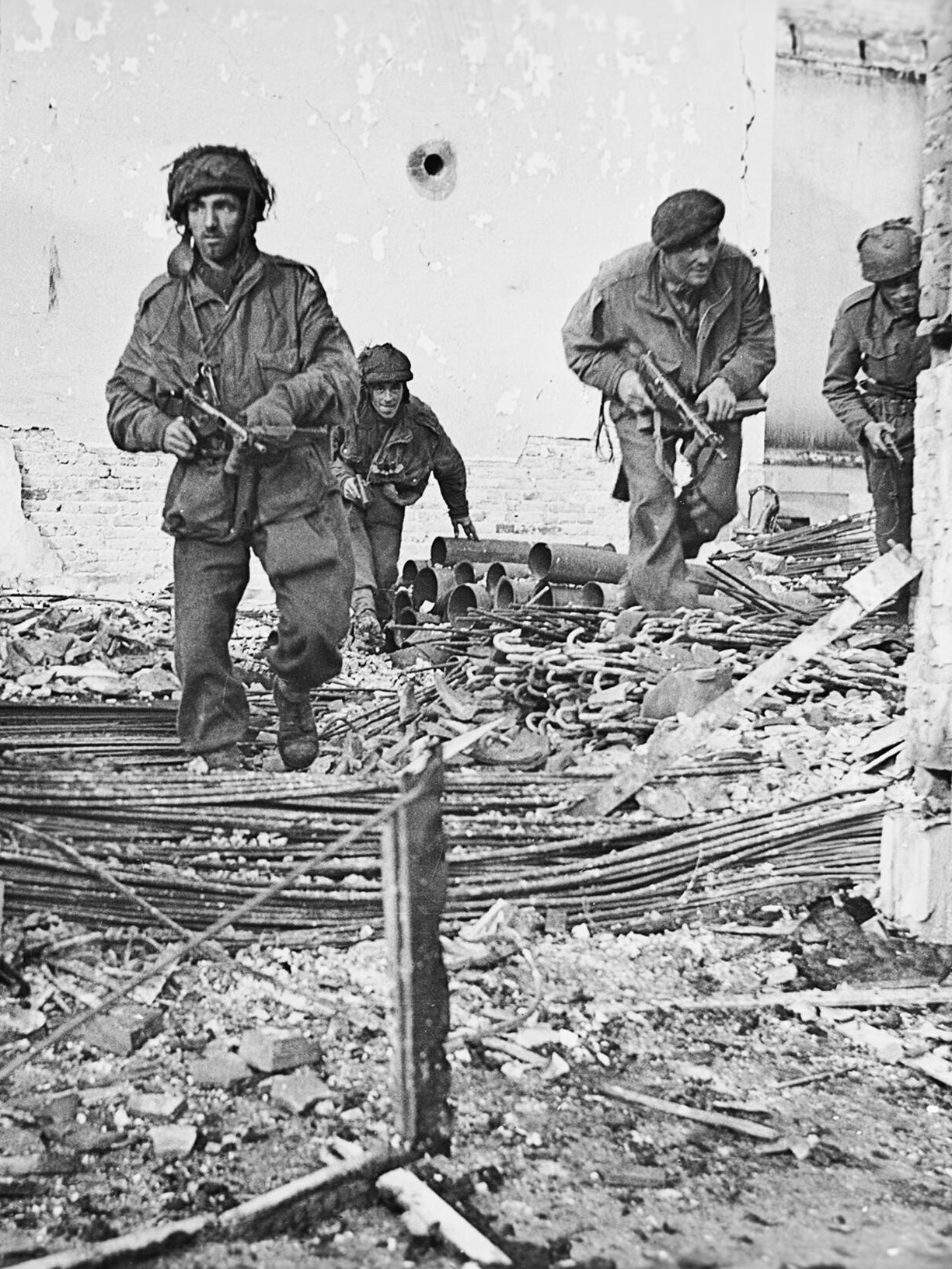
英陸軍空挺隊員
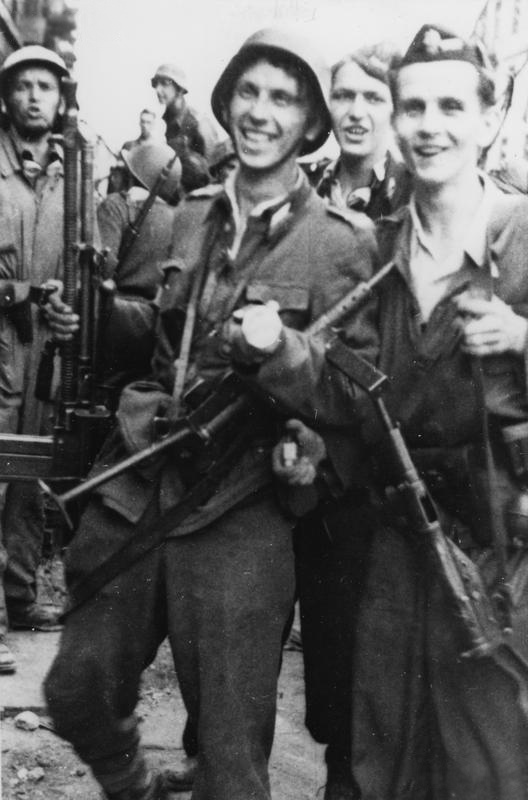
ポーランド国内軍の兵士
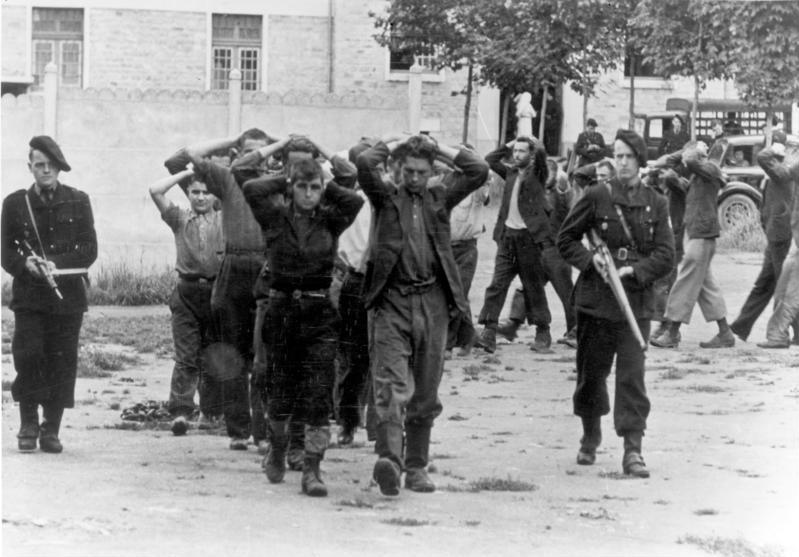
レジスタンス闘士を護送するミリス団員
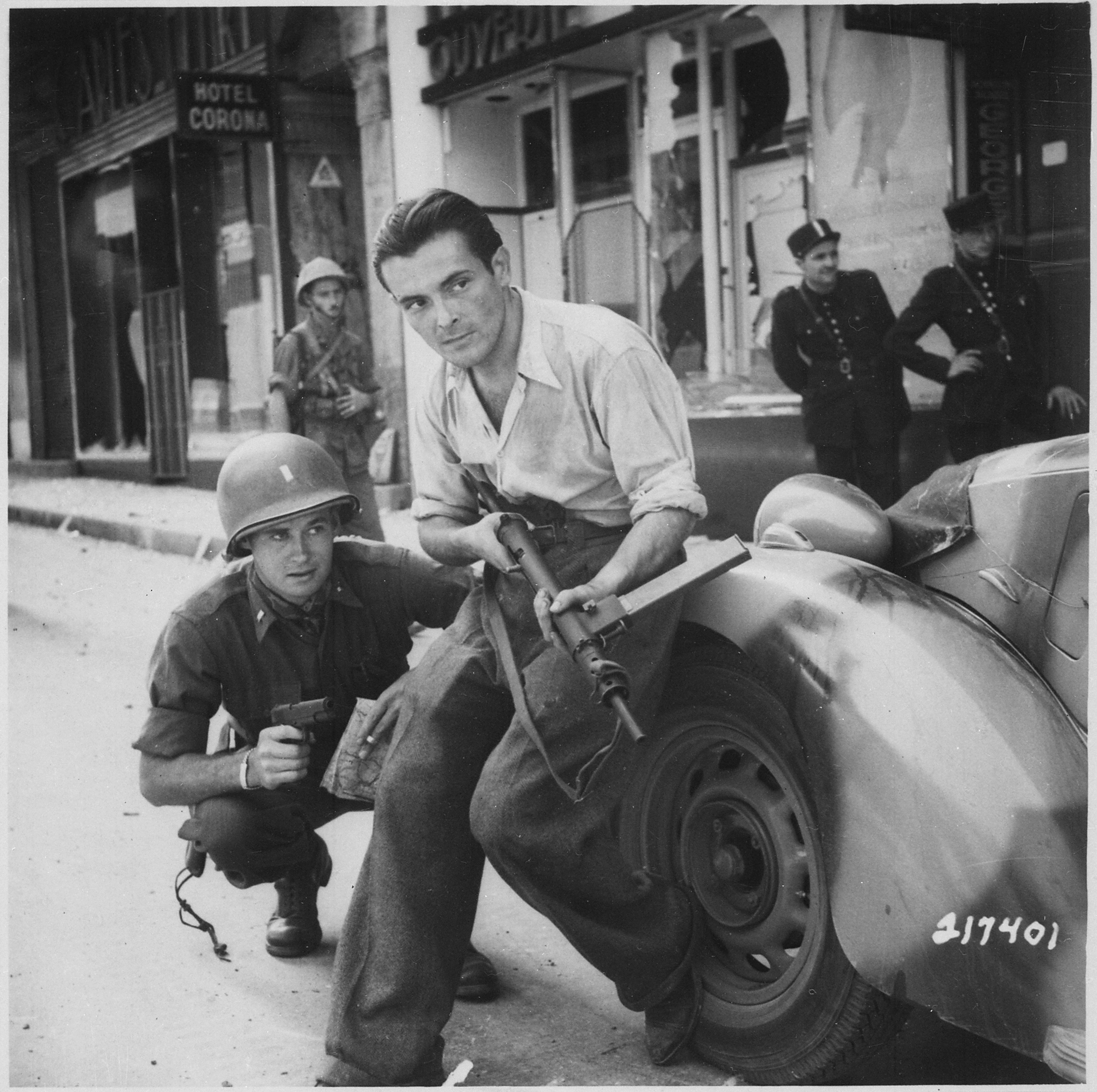
米軍人と共に戦うフランス人レジスタンス闘士。ボルトが引き下げられ、射撃準備が整った状態。
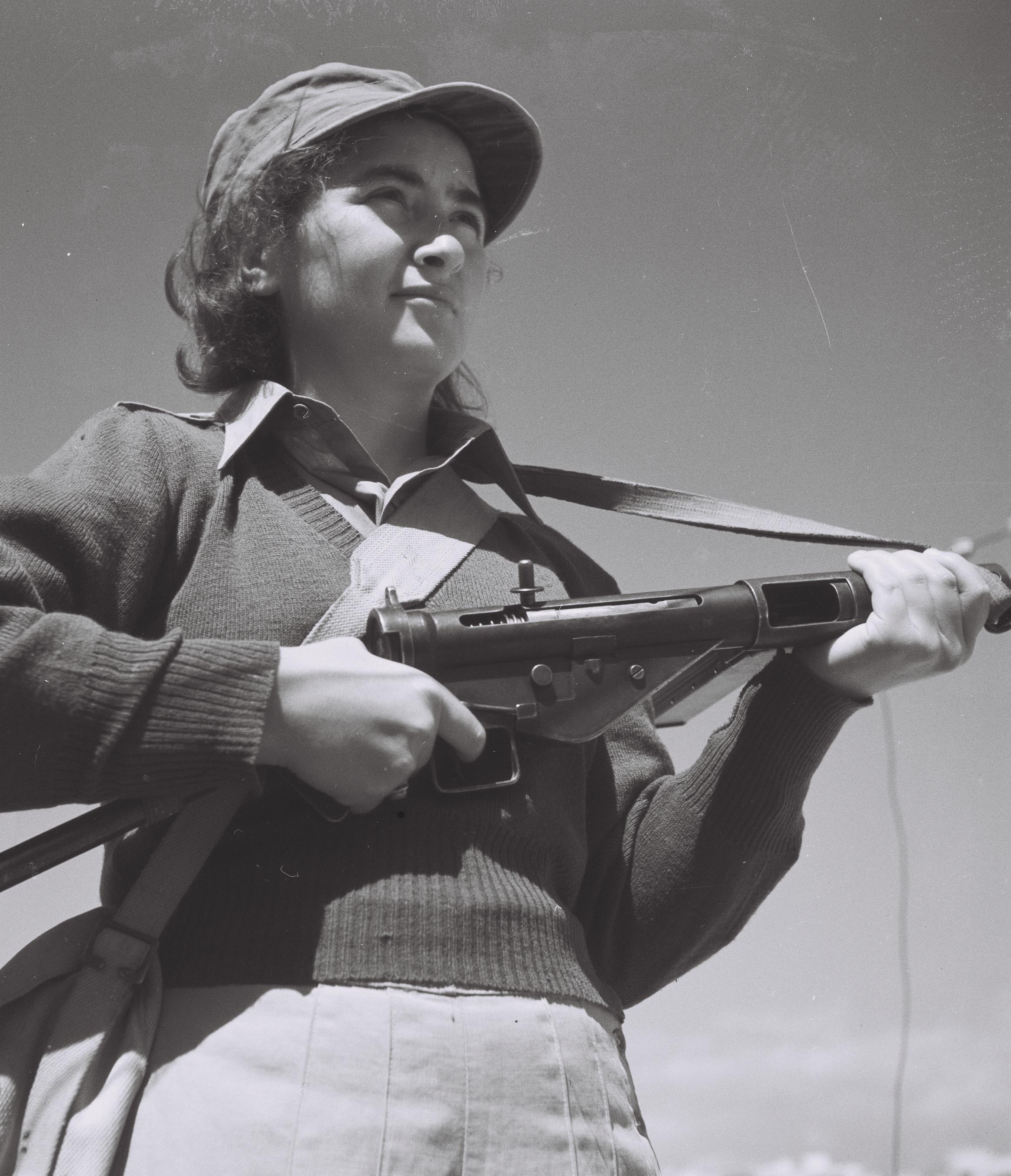
ハガナーの隊員。引き下げられたボルトの指掛けがフレーム側の溝に掛けられており、引き金を操作してもボルトが前進しない安全位置となっている。
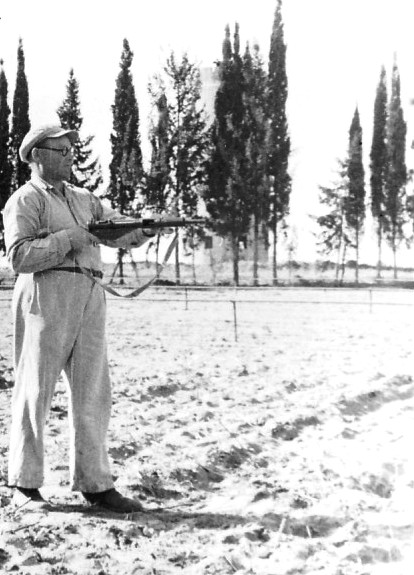
ハガナーの隊員。弾倉を握る「誤った」構え方をしている。
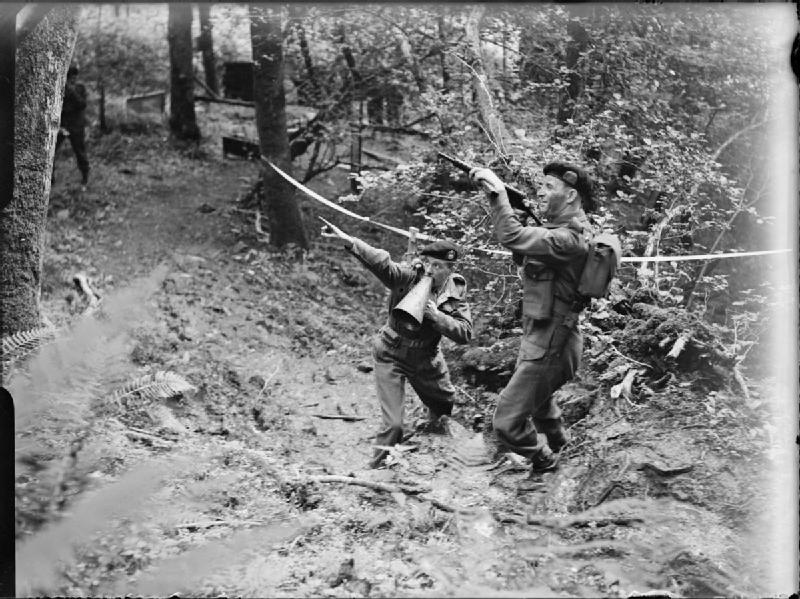
演習中の英海兵隊員。弾倉を握る「誤った」構え方をしている。

## 登場作品
主に第二次世界大戦のイギリス軍やレジスタンスを描いた作品に登場する。

### 映画・テレビドラマ
『CSI:科学捜査班』
第12シーズン「残酷なワンダーランド」に登場。
『キャプテン・アメリカ/ザ・ファースト・アベンジャー』
『殺しの免許証』
『コンバット!』
ゲスト出演のレジスタンスが多用する。
『スモーキン・エース/暗殺者がいっぱい』
Darwin Tremor役のChris Pineが使用。
『大鉄人17』
Mk.IIおよびMk.IIIをブレイン党員が使用。
『遠すぎた橋』
『裸の銃を持つ男PART33 1/3 最後の侮辱』
『鷲は舞いおりた』
Mk.IIをチャーチル首相拉致のため、ポーランド軍に偽装して英本土に潜入したシュタイナー大佐麾下のドイツ軍降下猟兵部隊が使用。

### 漫画・アニメ
『人狼 JIN-ROH』
セクト戦闘員が使用。
『ストライクウィッチーズ』
トレヴァー・マロニー大将の部下のブリタニア兵士が装備。
『鉄の墓標』
イギリス兵がMk.IIを使用。一〇〇式機関短銃と比較して「どの国が作っても同じような形になる」との台詞がある。
『独立戦車隊』
「紅の墓標」にて、パゴダから脱出する際に分隊長から大村二等兵に渡される。
「ハート・オブ・ダークネス」にて、少佐から丸尾中尉に渡される。丸尾中尉は本銃を物語全般に渡って使用しており、久留津大佐と反乱を起こした久留津大佐の部下を射殺する際にも本銃を使用する。
『放課後アサルト×ガールズ』
レジスタンスが携帯。

### ゲーム
『HIDDEN & DANGEROUS 2』
『The Saboteur』
「Viper SMG」の名称でMk.II(S)が登場し、レジスタンスが使用する。
『Wolfenstein』
『コール オブ デューティシリーズ』
『CoD』
イギリス軍のサブマシンガンとしてMk.IIが登場する。
『CoD:UO』
イギリス軍のサブマシンガンとしてMk.IIが登場する。
『CoD:FH』
イギリス軍のサブマシンガンとしてMk.IIが登場する。
『CoD2』
イギリス軍のサブマシンガンとしてMk.IIが登場する。
『CoD3』
カナダ軍・レジスタンス・SAS・ポーランド軍第1機甲師団が使用するサブマシンガンとして、Mk.IIが登場する。
『CoD:BO』
キャンペーンでのみイギリス軍のコマンド部隊が使用しており、それを拾えばプレイヤーも使用可能。
『CoD:BO3』
「Bootlegger」の名称で近代化改修を施したMk.IIIが登場する。
『CoD:AW』
マルチプレイでのみ登場。
『CoD:WWII』
マルチプレイとゾンビモードのみで登場。
『デッドトリガー2』
サプレッサー装備モデルが登場。
『ドールズフロントライン』
『バトルフィールドシリーズ』
『バトルフィールド1942 ロード・トゥ・ローマ』
イギリス軍の追加短機関銃として登場する。
『バトルフィールド1942 シークレット・ウェポン』
SASの追加短機関銃としてMk.VIが登場する。
『BFV』
衛生兵の武器として登場する。
『メダル・オブ・オナー ライジングサン』